# ببايا

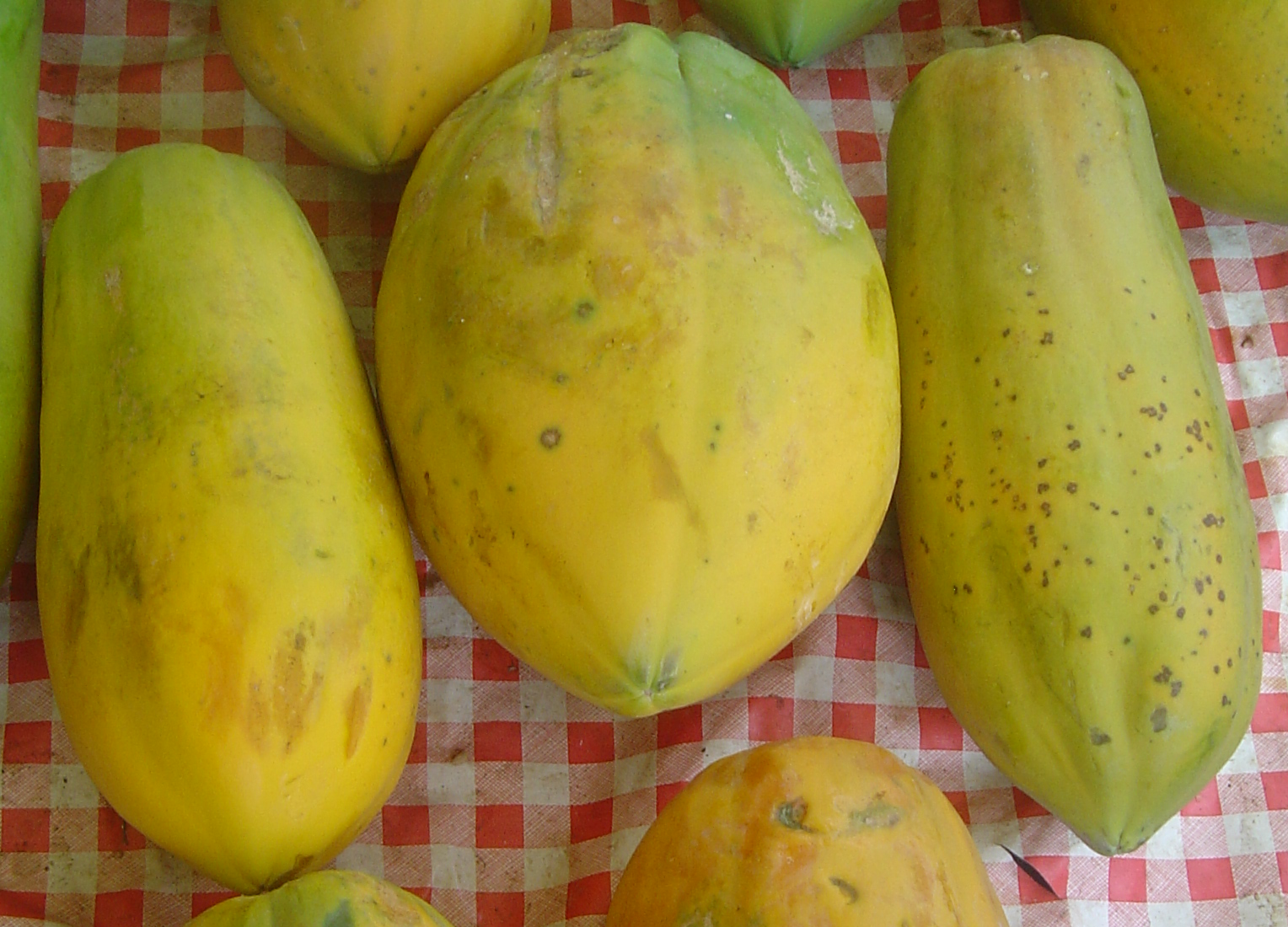
ثمر الببايا

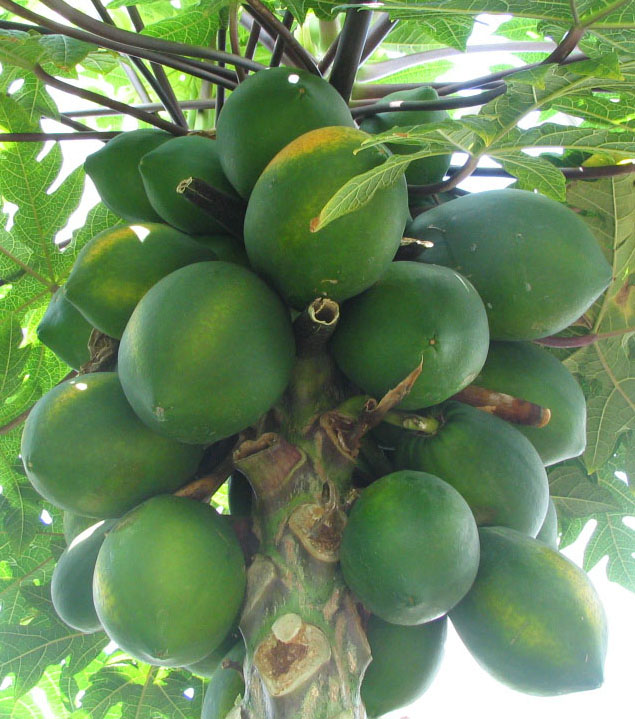
ثمار البباز على الشجرة

الببايا أو الباباظ أو البَباز أو عنبة هندي أو البَبَايا أو البباي أو البَبَاظ أو البَبْو (للشجر) أو البَبّايا بتشديد الباء الثانية (للشجر) (الاسم العلمي: Carica papaya)، وهي فاكهة استوائية غلافها ذو لون أخضر ولبها أصفر ومذاقها بين المانجو والشمام. تتوفر أشجار البابايا في منطقة أمريكا الجنوبية وصلالة والأحساء والبحرين في شبه الجزيرة العربية في المرتفعات الجبلية بفيفا وبني مالك بجنوب السعودية منطقة جازان، ومنطقة شتوكة آيت بالمغرب.
البَباز أو البَبايا أو ثمرة البَبْو غنية بالفيتامينات C و A و E وكذلك فيتامين ب1 و ب6 والبوتاسيوم والكالسيوم والحديد والريبو فلافين مع نسبة عالية من أنزيمات الهضم فهي فعالة جداً ضد الأكسدة والشيخوخة وهي كذلك غنية بالألياف مما جعلها صالحة لمرضى القولون وكذلك هي فعالة جداً في مكافحة الخلايا السرطانية.
تعرف أيضا باسم فاكهة الملائكة The fruit of the angels وهو اسم أطلقه عليها المستكشف كريستوفر كولومبس - فاكهة استوائية أصلها أمريكا الوسطى وأمريكا الجنوبية. احضرها المستكشفون الأسبان والبرتغاليون معهم لبعض المناطق شبه الاستوائية حيث انتشرت زراعتها في كثير من بلدان العالم الاستوائية أو القريبة منها. وتنتج تجاريا في كل من هاواي والفلبين والهند والمكسيك وبورتوريكو والولايات المتحدة وأجزاء من إفريقيا.

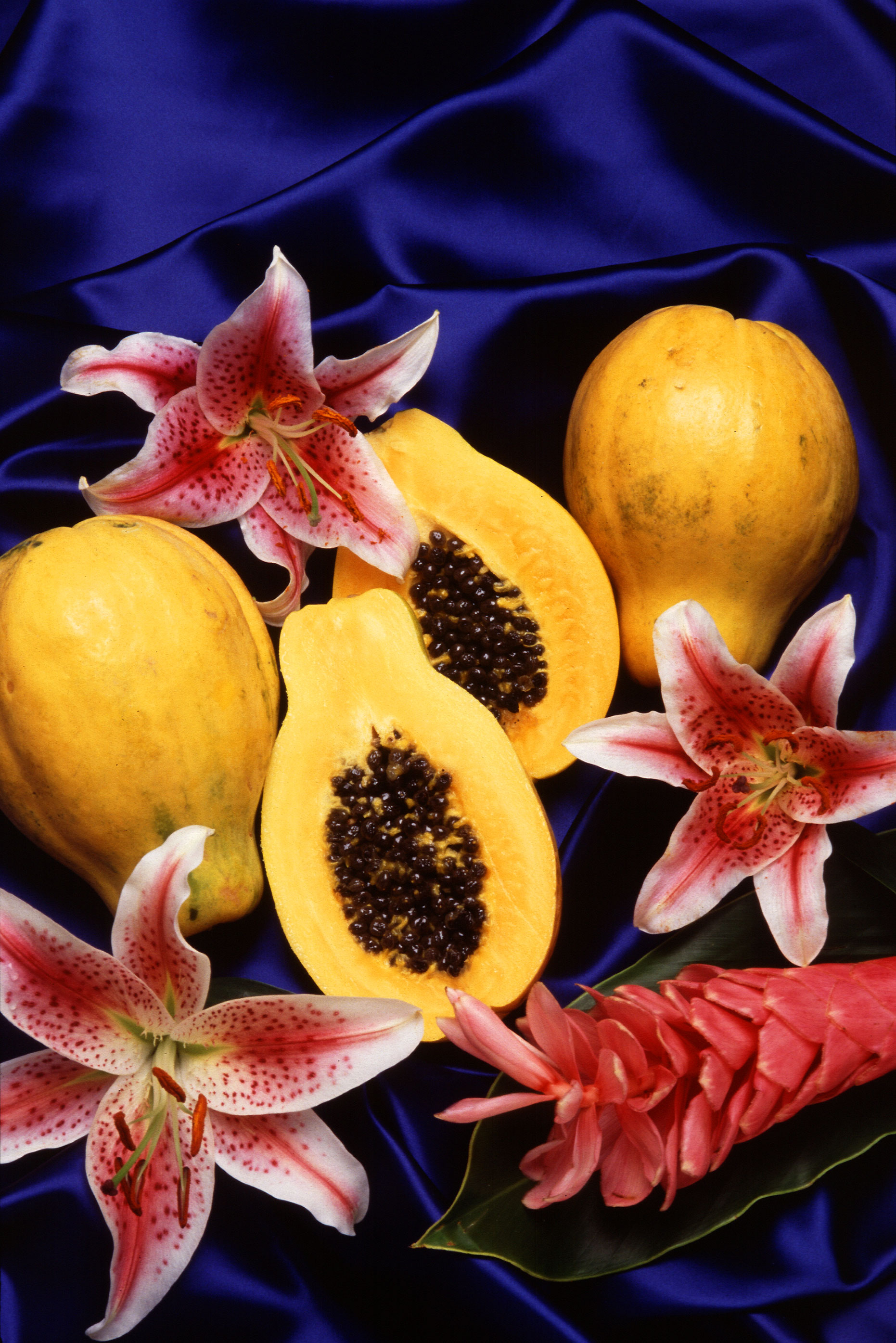
ثمرة بَباز ذات لب أصفر

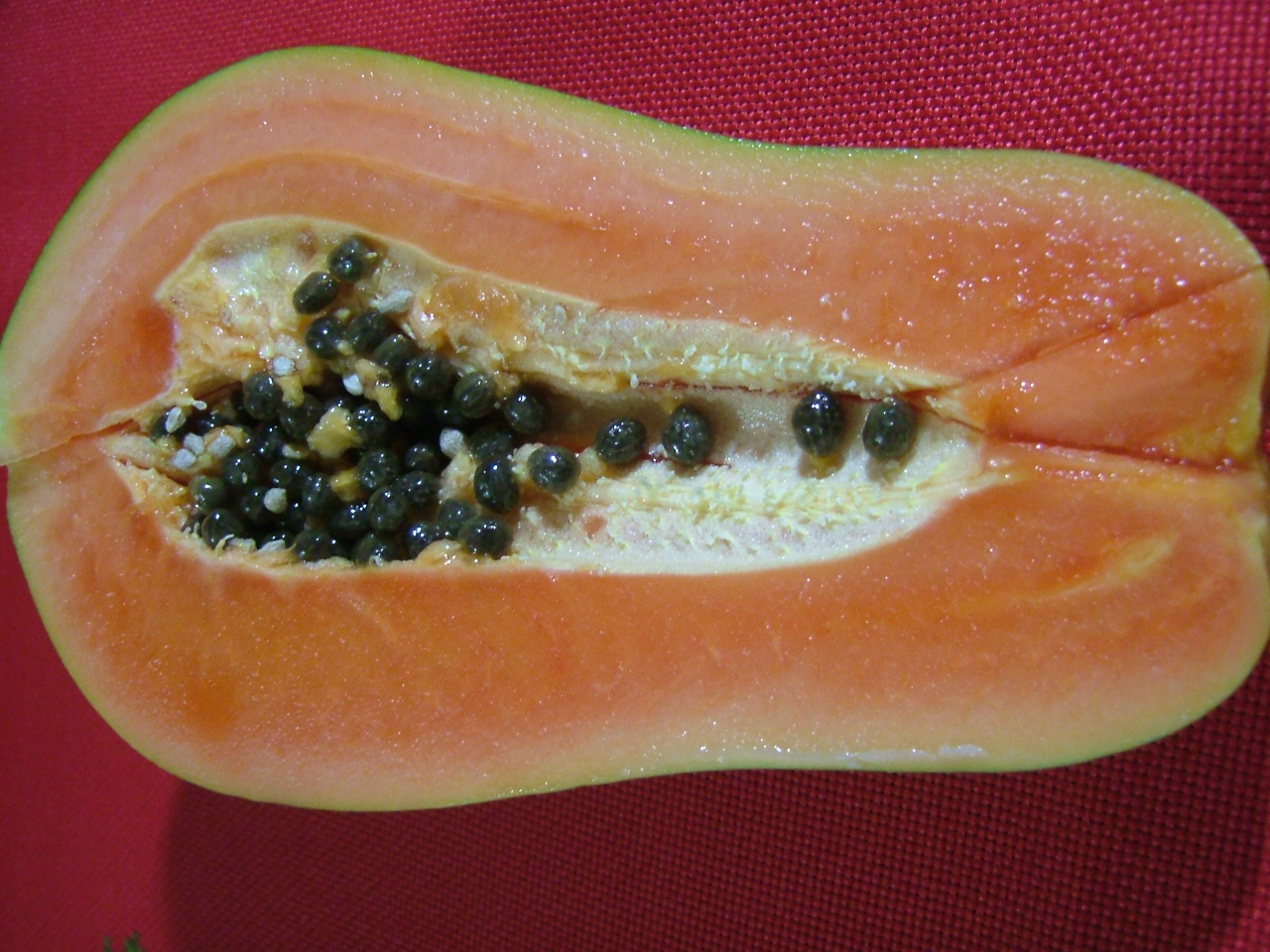
ثمرة بَباز ذات لب أحمر

## معرض صور

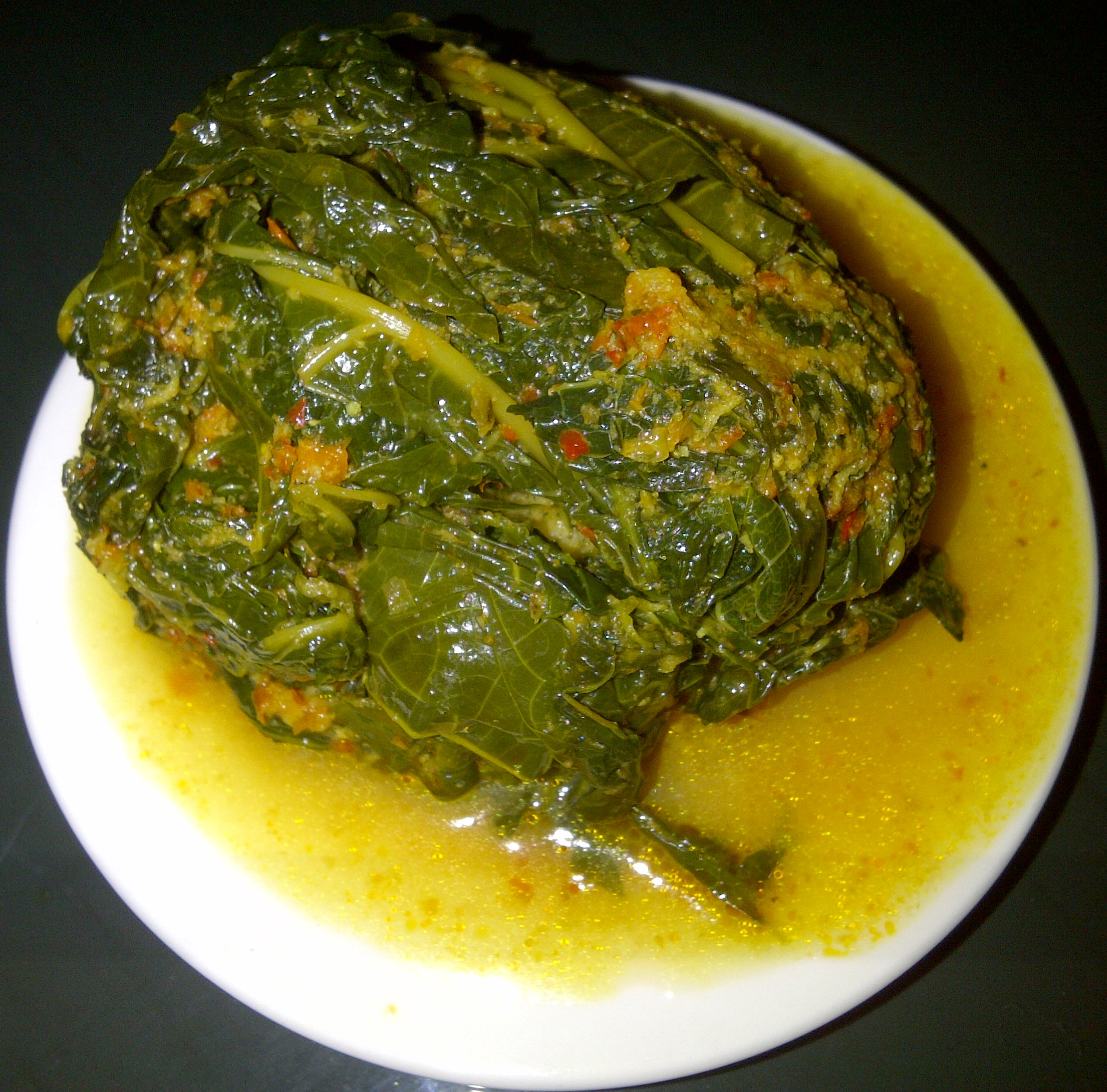
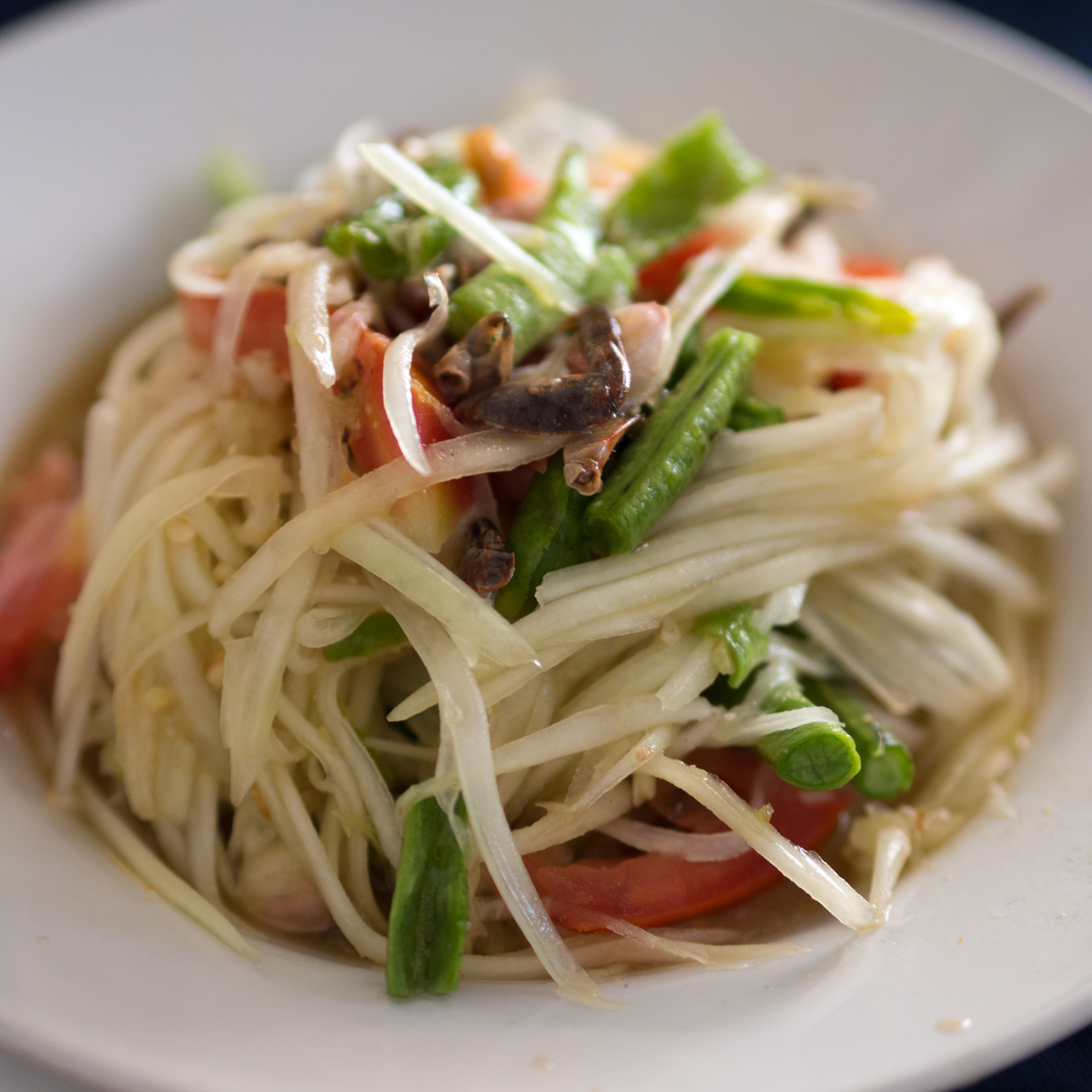
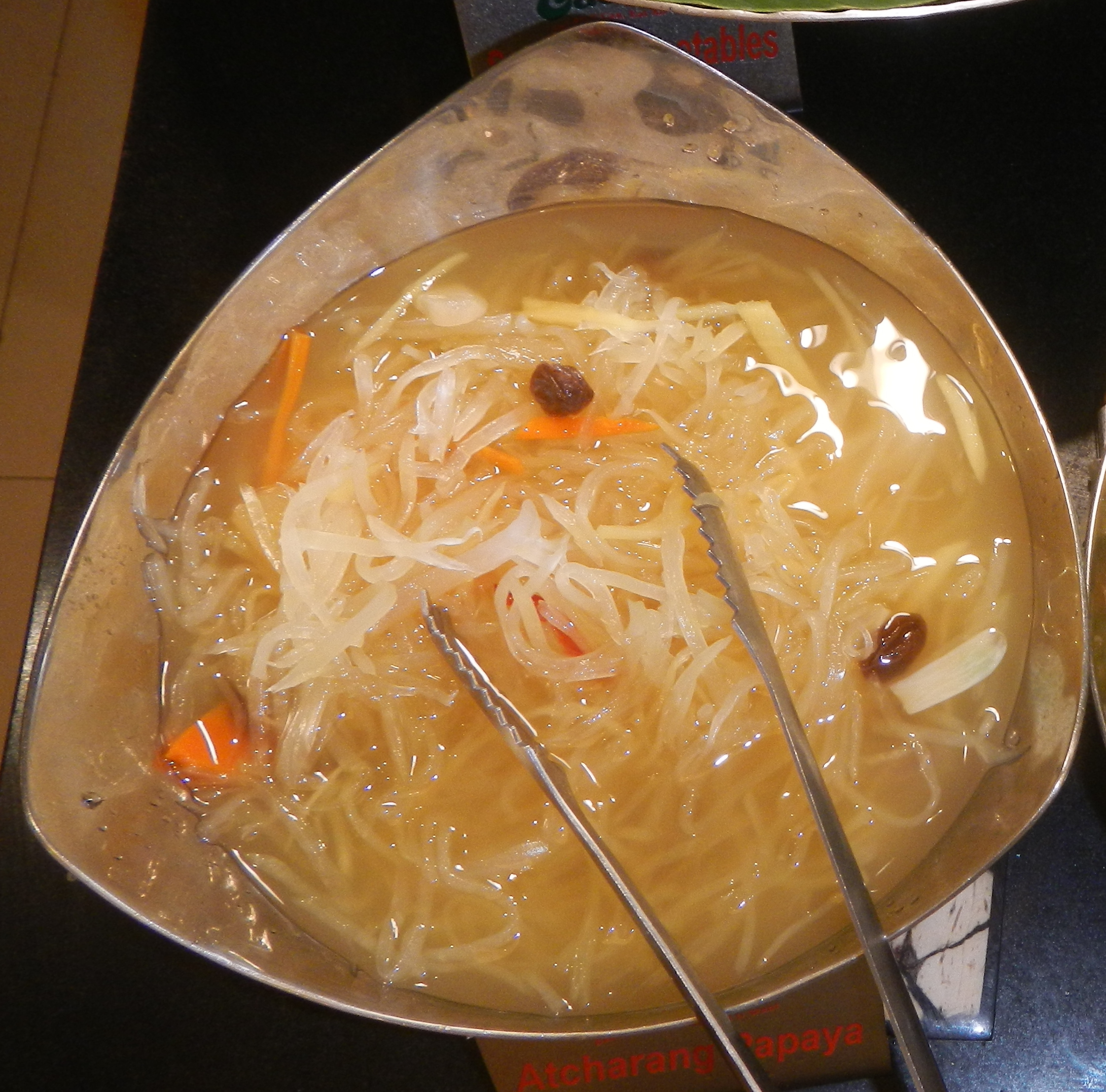
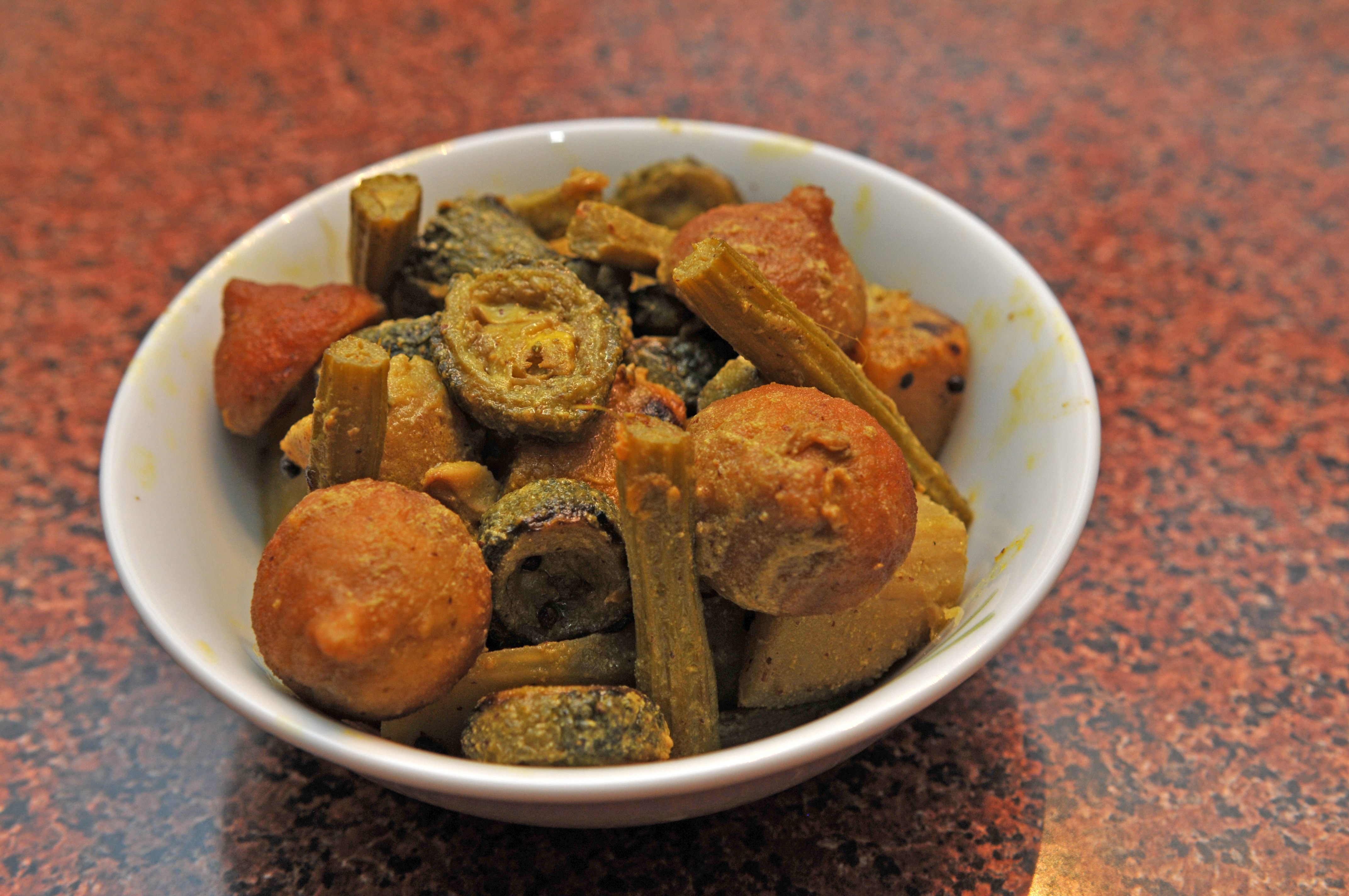
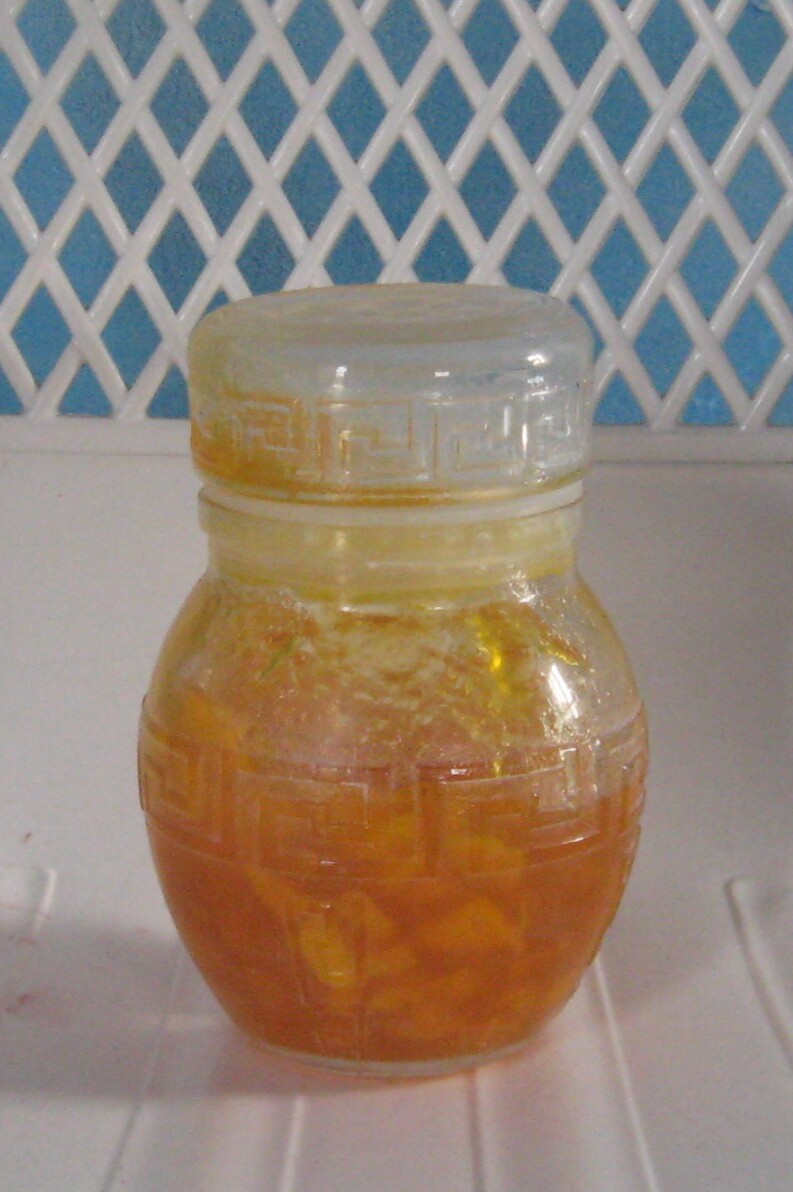

## وصلات خارجية
- معلومات غذائية عن البابايا